# Descenso de aguas bravas

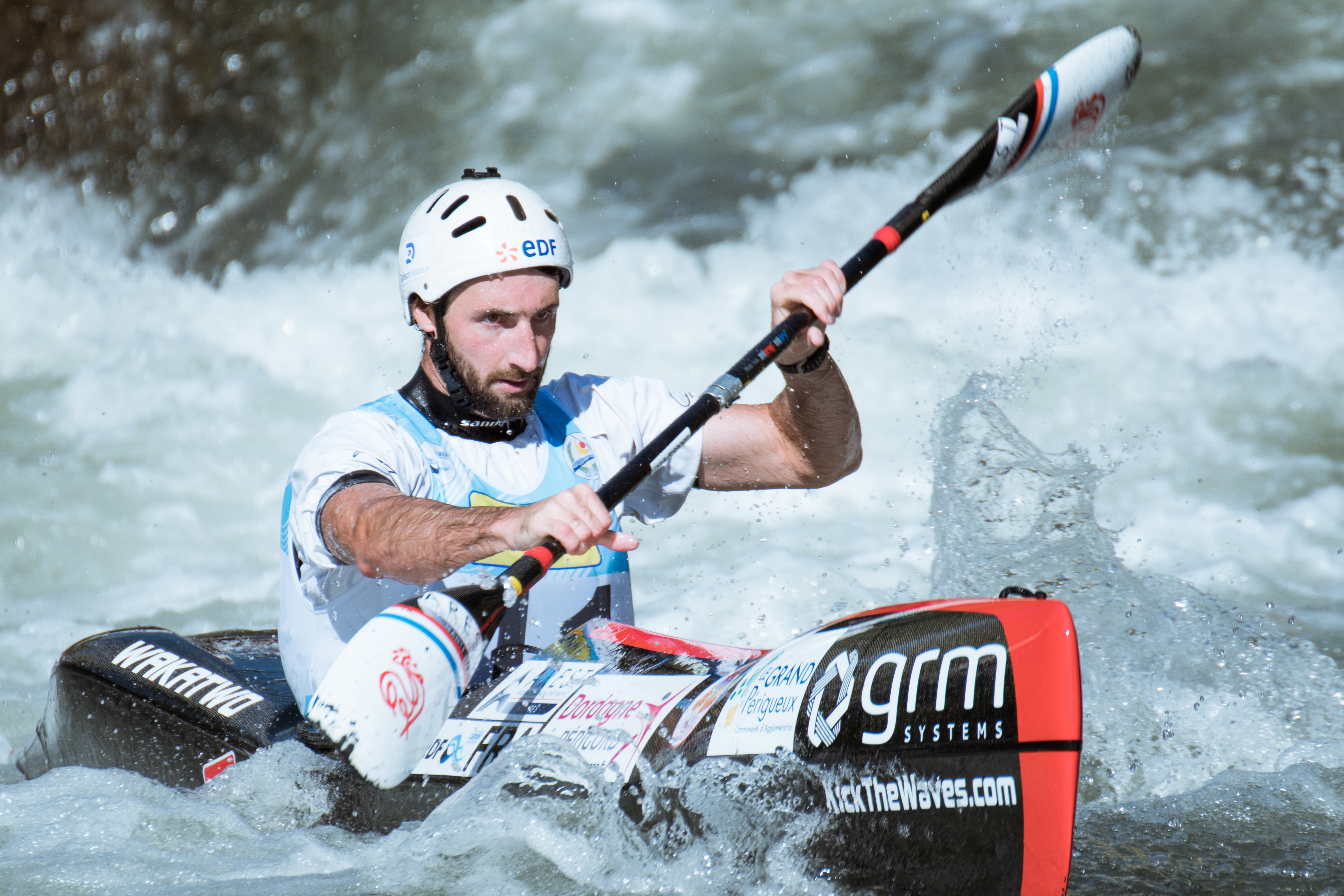

El descenso de aguas bravas es una disciplina del piragüismo de competición que consiste en realizar un tramo de varios kilómetros de río natural en el menor tiempo posible. 

## Características
Hay dos tipos de pruebas, de largo recorrido y «Rapid Racing», en las primeras se compite en distancias superiores a 3 kilómetros, mientras que en «Rapid Racing» el recorrido oscila entre los 600 y los 800 metros. También se realizan competiciones por equipos de tres embarcaciones que se llaman patrullas.
La piragua que se utiliza suele ser muy rápida pero poco maniobrable.
- Datos: Q1897833
- Multimedia: Wildwater canoeing / Q1897833